# Sielec-Kolonia
Sielec-Kolonia – wieś w Polsce położona w województwie świętokrzyskim, w powiecie kazimierskim, w gminie Skalbmierz. Dawna nazwa wsi to Sokolniki 
W latach 1975–1998 miejscowość administracyjnie należała do województwa kieleckiego.
Miejscowość znajduje się na odnowionej trasie Małopolskiej Drogi św. Jakuba z Sandomierza do Tyńca, która to jest odzwierciedleniem dawnej średniowiecznej drogi do Santiago de Compostela.